# Autobús de dos pisos

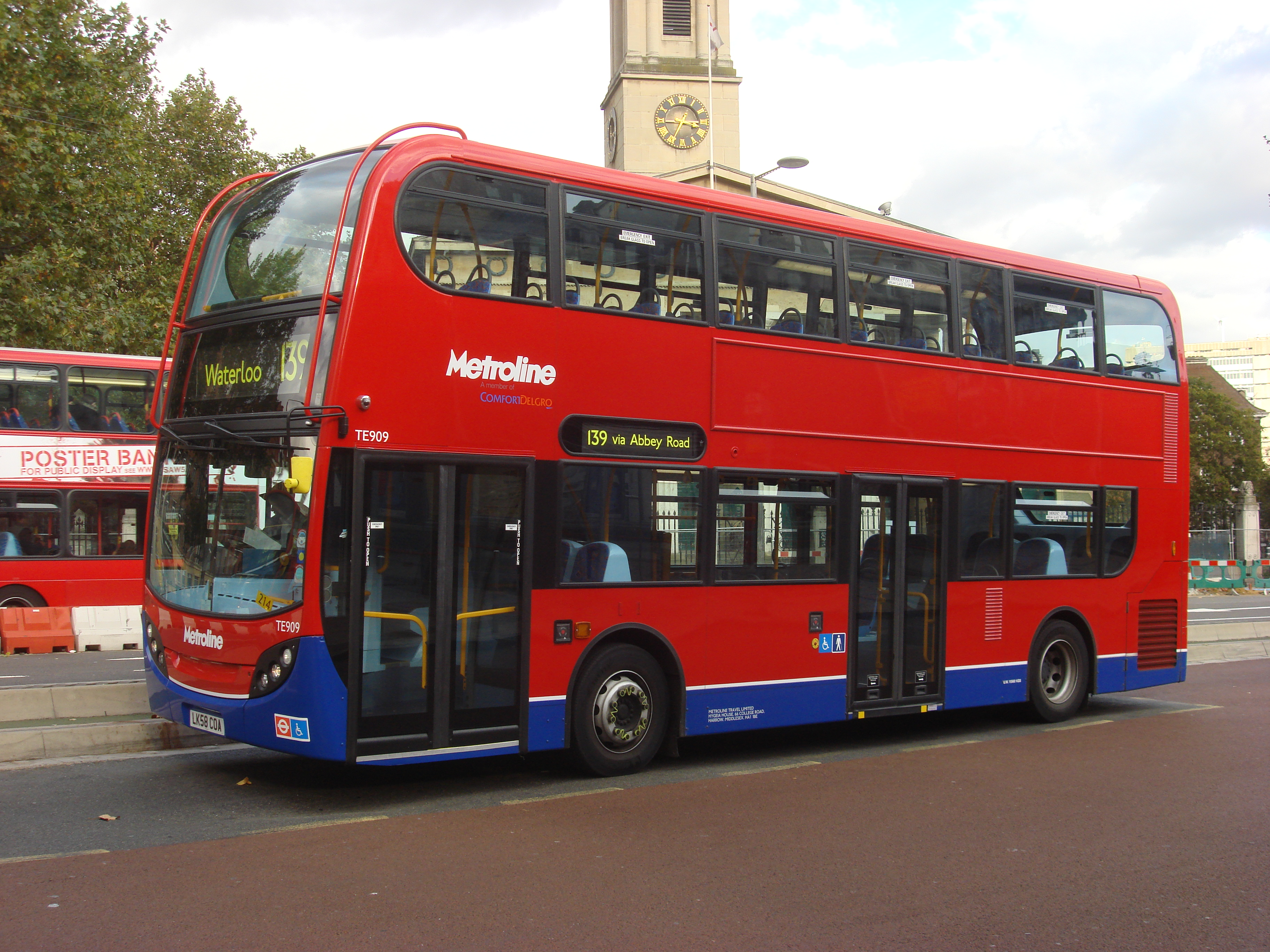
Un autobús de dos pisos a Londres.

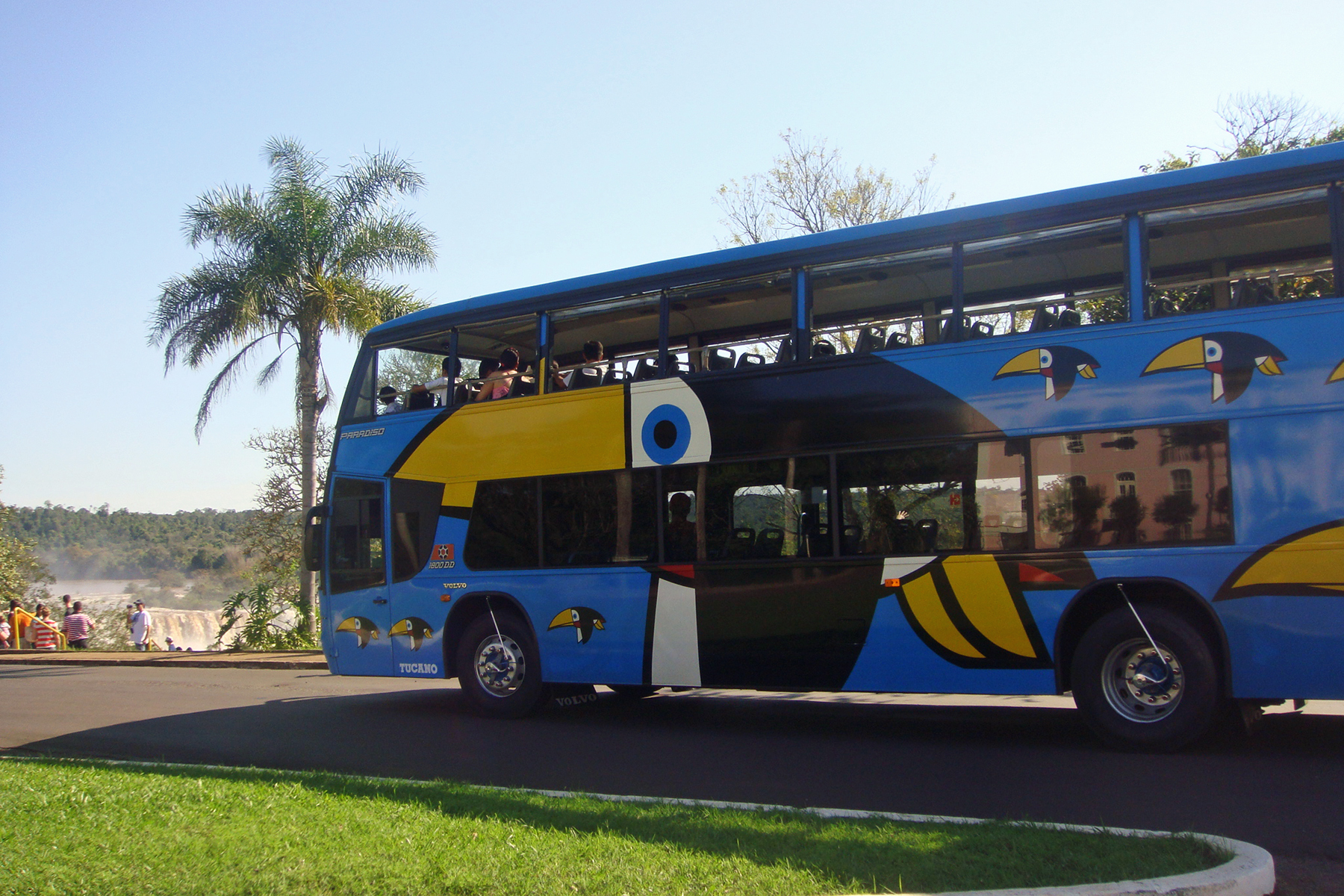
Autobús de turisme al Parc Nacional do Iguaçu, Brasil.

Un autobús de dos pisos és un vehicle amb dos nivells. Mentre que els autobusos de dos pisos per cobrir llargues distàncies estan estesos per tot el món, els usats per al transport públic en una ciutat són menys comuns. Són bastants populars en algunes ciutats europees i en algunes parts d'Àsia (normalment antigues colònies britàniques). Moltes ciutats del món disposen d'autobusos de dos pisos sense sostre especialitzats en circuits visuals per turistes.

## Europa

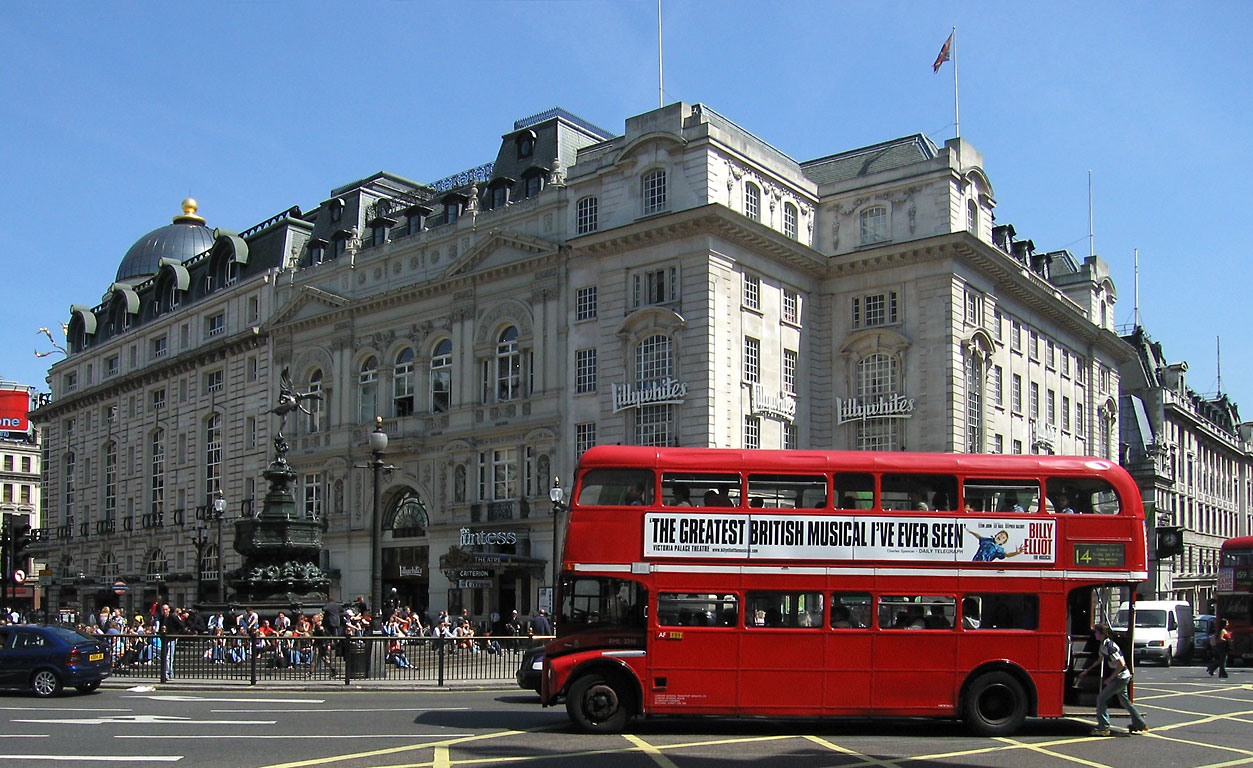
Autobús tipus Routemaster al seu pas per Piccadilly Circus (Londres).

### Regne Unit
Els autobusos de dos pisos són bastants comuns a tot el Regne Unit i poden transportar 65 passatgers asseguts i 30 de peu.
La seva longitud està compresa entre 9,5 i 10,9 metres, i la seva altura és de 4,38 metres. Es van crear per poder transportar més passatgers per no haver de superar els límits legals sobre la longitud dels vehicles. (De facto els reglaments de London Transport, serveixen de base per a l'homologació d'aquests vehicles, com ara l'alçada lliure del passadís de cada pis ha de permetre circular a persones d'1,82 metres d'estatura sense ajupir-se)
Una icona d'aquests vehicles és l'anomenat Routemaster, que ha estat lligat a la xarxa de transport públic de Londres durant gairebé mig segle després de la seva posada en servei en 1956. La seva dificultat per poder acomodar a passatgers amb discapacitats és el van portar a la seva retirada el 2005 encara que Transport for London ha establert dos "rutes històriques" que continuen usant Routemasters.
L'ajuntament de Londres, vista la poca acceptació dels nous autobusos de 2 pisos i la poca operativitat dels articulats pels estrets carrers londinencs, ha convocat un concurs per al disseny d'un nou autobús de 2 pisos dissenyat per i per a Londres com va ser en el seu dia el Routemaster; el guanyador ha estat un model dièsel-elèctric dissenyat per Norman Foster i Aston Martin, té unes dimensions d'11,2 metres de llarg, 2,55 d'ample i 4,42 d'alt; admet 22 passatgers asseguts i 25 de peu a la planta inferior, i 40 asseguts a la superior, permet passejar còmodament a persones d'1,92 metres d'estatura, i està adaptat per a passatgers amb mobilitat reduïda, compta amb tres portes, la del darrere amb mode plataforma oberta i rampa a la central, compta amb dues escales d'accés a la planta superior, la del darrere d'elles amb plataforma de descans central, tant el guanyador com el segon classificat seran construïts i s'espera que estiguin en circulació per al 2011, tot i que creuen que només un es consolidés definitivament si bé Transports for London ha rebut més de 700 propostes dels cinc continents i hi ha una dotzena de propostes en les que s'han interessat diversos operadors entre ells Bilbobus.

### Dublín
La majoria dels autobusos que operen en línies dins i als voltants del Gran Dublin per Dublin Bus són de dos pisos. Arriben a 1.125 unitats en una flota total de 1.199.

### Berlín
Els autobusos de dos pisos berlinesos són operats per Berliner Verkehrsbetriebe (BVG). La flota ha disminuït des de 1992 a 2002 passant de 1.000 a 450 unitats. Els models que operaven el 2002 tenien una longitud de 13,5 metres i una alçada de 4,42 metres i podien transportar al voltant de 95 passatgers. Els nous models subministrats per Neoman incrementen la longitud en 1,8 m. són capaços de transportar fins a 128 passatgers.

### Madrid
A Madrid, la EMT (Empresa Municipal de Transports) tenia autobusos de dos pisos, del model londinenc de llavors, (AEC Regent Mark III, Leyland Titan, GUY Arab III, i AEC Bristol), fins als anys 70, en què van desaparèixer.